# Goodnight, Irene
Goodnight, Irene è un brano musicale folk tradizionale statunitense, inciso dal musicista blues statunitense Huddie "Lead Belly" Ledbetter nel 1933.
La canzone è poi stata incisa da numerosi artisti, tra i quali The Weavers, Frank Sinatra, Ernest Tubb e Red Foley, Alexander Brothers, Dennis Day, Jo Stafford, Moon Mullican, Jerry Lee Lewis, Jerry Reed, Paul Gayten, Johnny Cash, Leon Russell e Dr. John.

## Descrizione
Il testo del brano parla del travagliato passato sentimentale del narratore con il suo amore di un tempo, Irene, ed esprime la sua tristezza e frustrazione. Svariate strofe fanno esplicitamente riferimento a propositi suicidi, come nella celebre strofa che recita: «Sometimes I take a great notion to jump in the river and drown» ("A volte mi viene l'idea di buttarmi nel fiume e annegare"), che fu d'ispirazione per il romanzo di Ken Kesey A volte una bella pensata (Sometimes a Great Notion) del 1964 e per una canzone omonima di John Mellencamp inclusa nell'album Big Daddy del 1989, a sua volta fortemente influenzata dalla musica folk tradizionale statunitense.

## Origini
Nel 1886 Gussie Lord Davis pubblicò una canzone intitolata Irene, Goodnight. Il testo della canzone ha alcune somiglianze con Goodnight, Irene per suggerire che il brano di Huddie Ledbetter si basi sul testo scritto da Davis. C'è anche un certo grado di somiglianza nella musica nonostante alcune differenze come il tempo e la chiave per indicare che le due canzoni siano correlate. Secondo Leadbetter, egli sentì per la prima volta il nucleo della canzone, il ritornello e un paio di versi, da suo zio Terrill. Un altro zio di Leadbetter, Bob Ledbetter, che ha anche registrato una versione quasi identica della canzone, disse di aver imparato la canzone anche lui da Terrill. I membri della famiglia di Huddie Leadbetter indicano che potrebbe aver cantato la canzone già nel 1908 come ninna nanna a sua nipote, Irene Campbell. Leadbetter alla fine estese la canzone a sei versi.